# Sterrhochaeta splendens
Sterrhochaeta splendens är en fjärilsart som beskrevs av W. Warren 1906. Sterrhochaeta splendens ingår i släktet Sterrhochaeta och familjen mätare. Inga underarter finns listade i Catalogue of Life.